# Павло Щасливий
Павло́ Щасли́вий (? — 1610) — львівський будівничий доби Відродження, родом з Італії.
Від 1582 року був цехмістром львівського цеху мулярів. У 1585 році він та будівничий Петро Зичливий стали поручителями Павла Римлянина під час отримання ним міського права Львова. Від 1592 року проживав у Жовкві, де від 1601 року був війтом.
Роботи
- синагога «Золота Роза» (1580—1582,[1] за участі Амвросія Прихильного та Адама Покори).
- школа єзуїтів[1].
- кам'яниці Ісака Нахмановича (1581)[3] й Ісаака Сюскюндовича та ін. (всі — у Львові)[1].
- автор проєкту жовківського замку (1596—1630)[1].
- міські мури, костел святого Лаврентія та низка інших споруд у Жовкві.

## Галерея

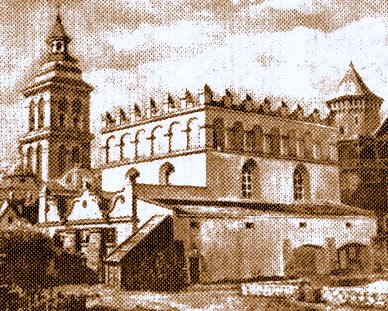
Синагога "Золота Роза"
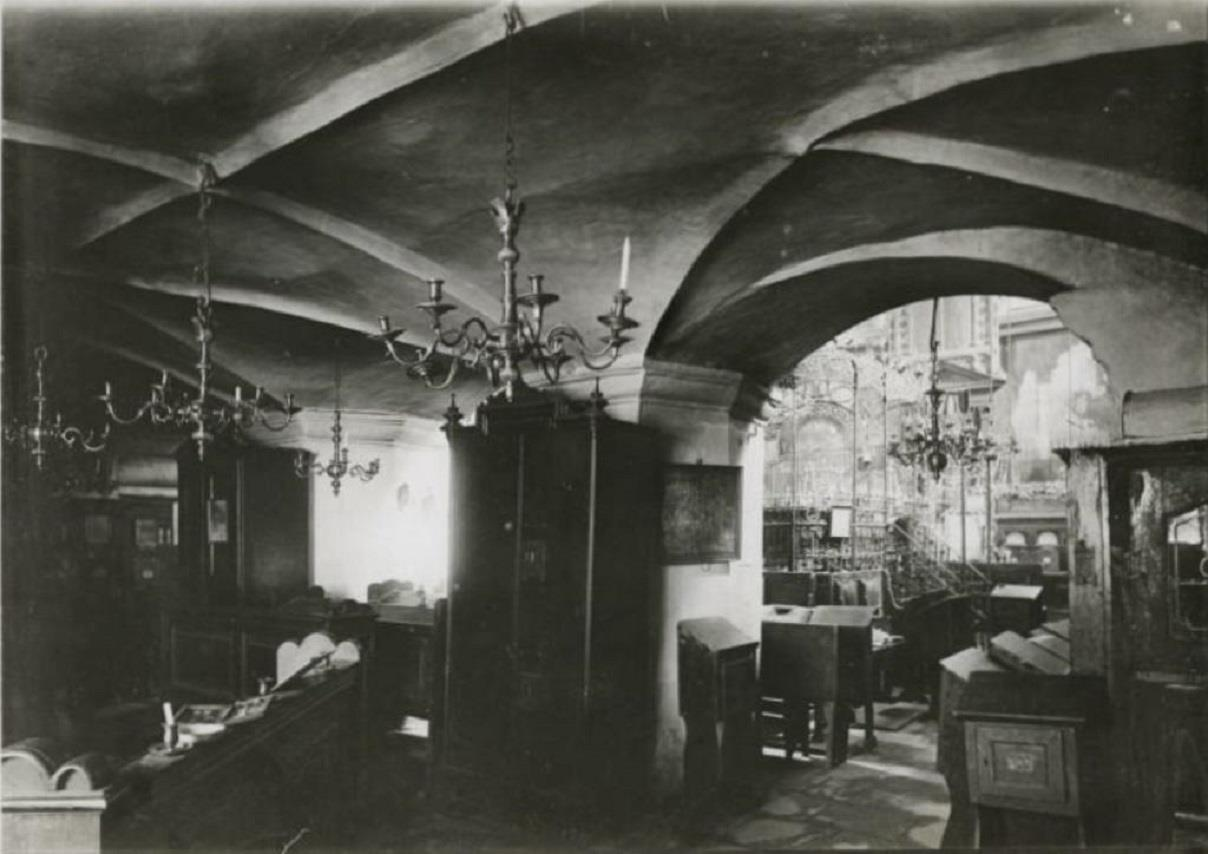
Інтер'єр синагоги "Золота Роза"
Жовківський замок у XIX ст.
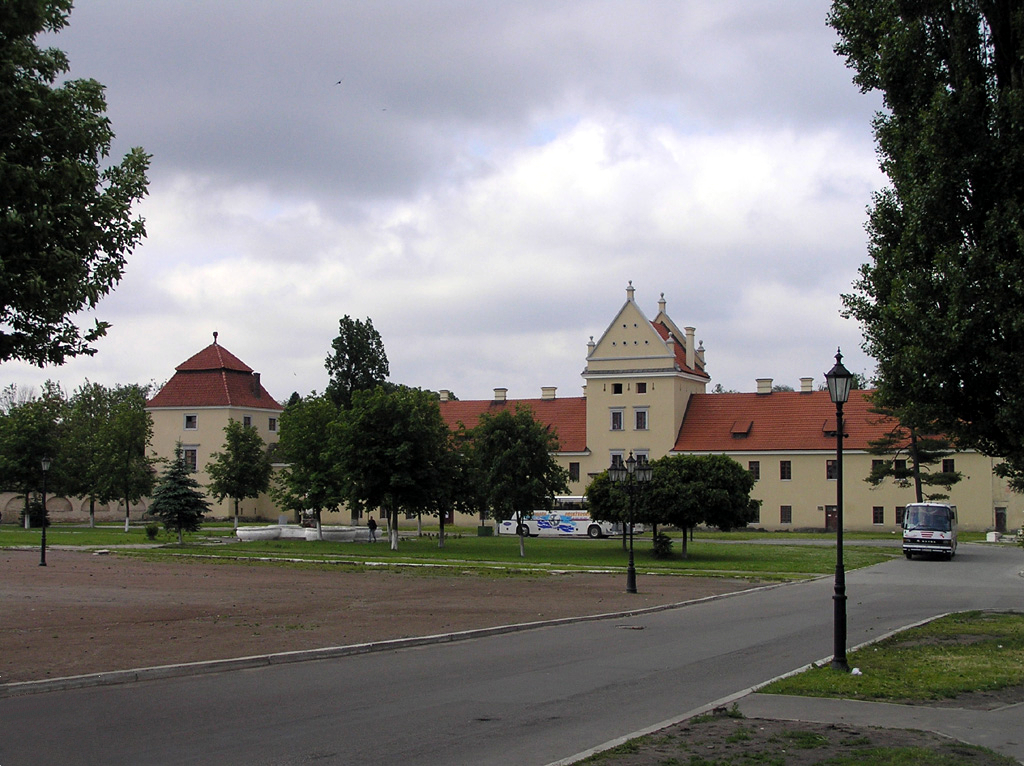
Фасад замку
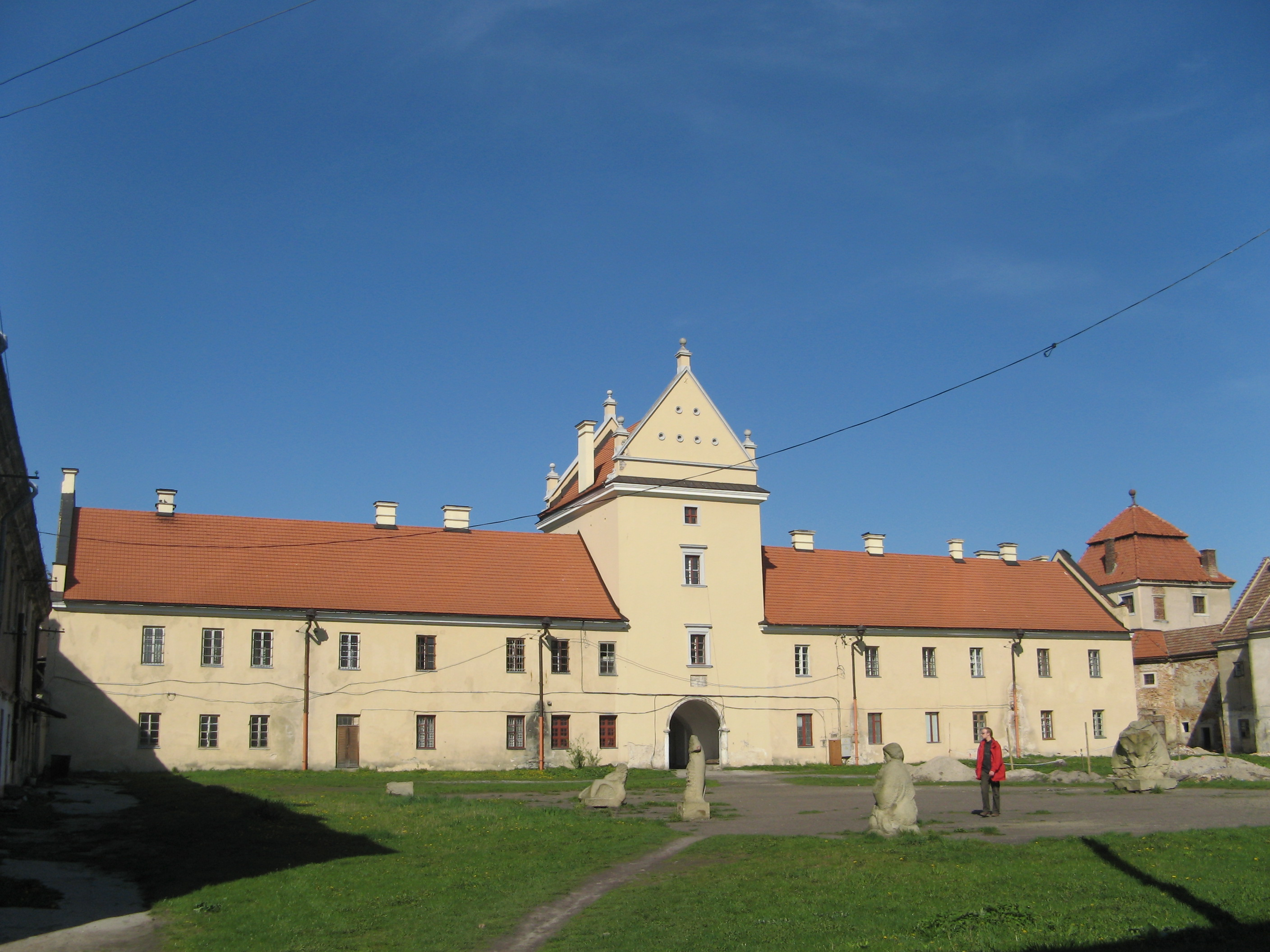
Замковий двір сьогодні
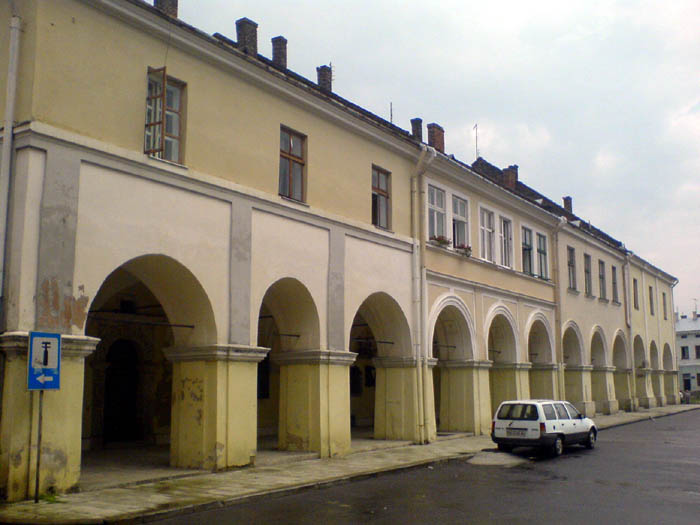
Житлова забудова Жовкви
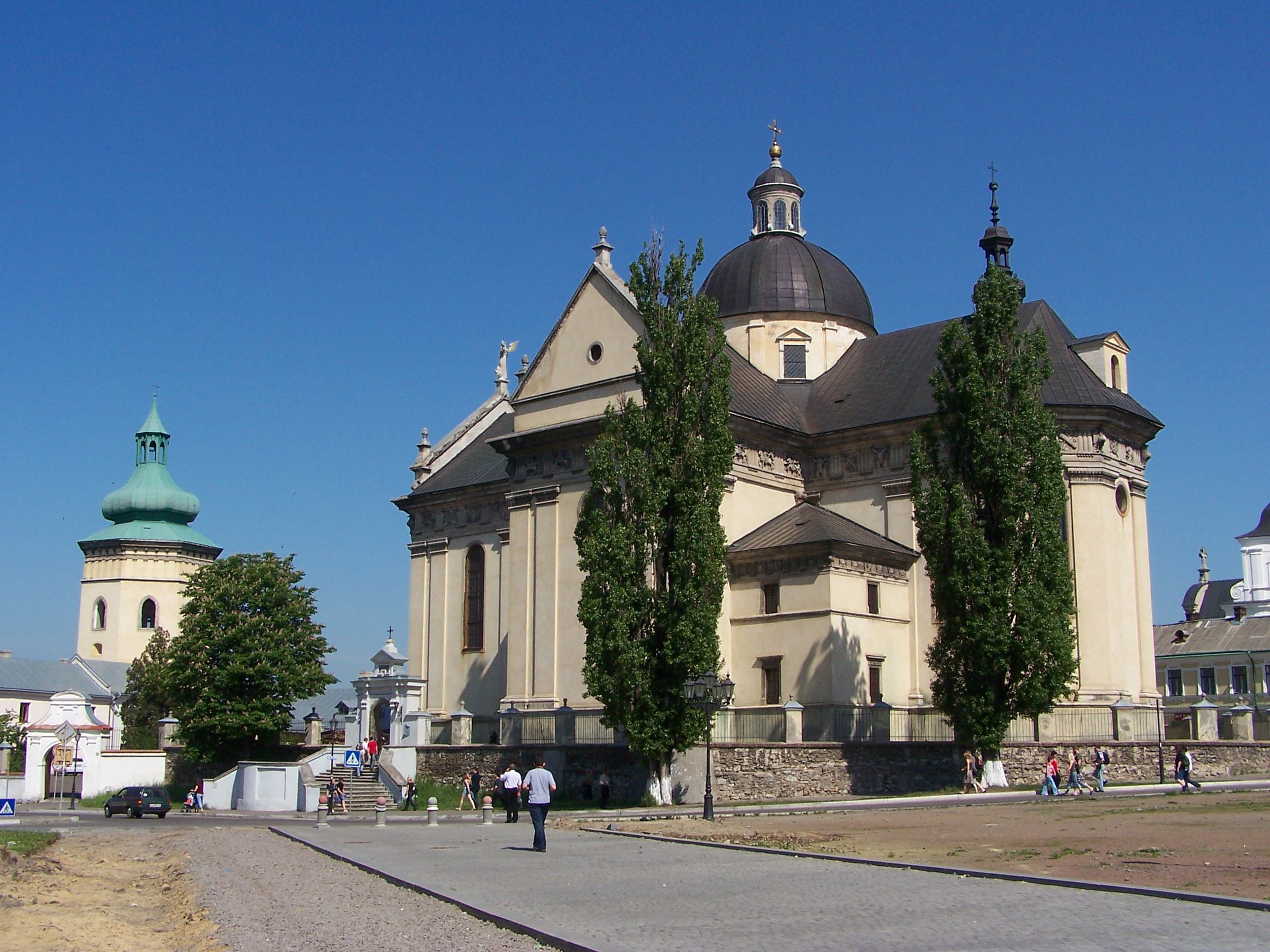
Костел св. Лаврентія